# Smolnica (powiat złotowski)
Smolnica (kaszb.Smòlnicô) – wieś krajeńska w Polsce położona w województwie wielkopolskim, w powiecie złotowskim, w gminie Lipka.
W latach 1975–1998 miejscowość administracyjnie należała do województwa pilskiego.
Do 2011 r. miejscowość była ustalona jako część wsi Debrzno-Wieś.